# Ung man med gitarr
Ung man med gitarr (Loving You) är en Elvis-film från 1957, regisserad av Hal Kanter.

## Om filmen
Filmen har visats i SVT den 16 augusti 2017, den 6 februari 2019 och den 8 januari 2020.

## Rollista
- Elvis Presley – Jimmy Tompkins (Deke Rivers)
- Dolores Hart – Susan Jessup
- Lizabeth Scott – Glenda Markle
- Wendell Corey – Walter "Tex" Warner
- James Gleason – Carl Meade
- Ralph Dumke – Jim Tallman
- Paul Smith – Skeeter
- Kenneth Becker – Wayne
- Jana Lund – Daisy Bricker
- Grace Hayle – Mrs. Gunderson